# Pelecopsis capitata
Pelecopsis capitata là một loài nhện trong họ Linyphiidae.
Loài này thuộc chi Pelecopsis. Pelecopsis capitata được Eugène Simon miêu tả năm 1884.